# Куркума цедоарія
Куркума́ цедоа́рія (Curcuma zedoaria) — вид рослин родини імбирні (Zingiberaceae). Рослину використовують у кулінарії, косметології та медицині.

## Поширення
У дикому стані рослина росте в Індії та Індонезії. Культивується у Таїланді, Китаї і на Яві.

## Опис
Рослина досягає 1,5 м заввишки. Листя завдовки до 80 см, переважно зеленого кольору з фіолетовими і коричневими прожилками. Суцвіття яскраво-рожеве, квіти жовто-рожеві.

## Хімічний склад
Уорінь куркуми цедоарії містить:
- Ефірні олії,
- Барвник куркумін,
- Борнеол,
- Сабінен,
- Цінгіберон,
- А-фелландрен,
- B-куркумін,
- Кальцій,
- Фосфор,
- Йод,
- Вітаміни С, В, В2, ВЗ.

## Використання
Цедоарія використовується у традиційній індійській та сучасній офіційній медицині. Має знеболюючу, протизапальну, протимікробну, стимулюючу травлення і жовчогінну властивості. Проводяться дослідження, що підтверджують позитивний ефект цедоарії при боротьбі з раковими клітинами.
Олію куркуми цедоарії використовують при масажах. Вона надає протицелюлітний ефект. Олія також застосовується у парфумерії. Її запах одночасно поєднує в собі нотки куркуми і манго, присутній камфорний аромат.
Корінь здавна використовують у кулінарії як прянощі. Зараз застосовується рідко, його замінили імбиром. Використовується при виробництві лікерів. З кореневища цієї рослина виробляють харчовий барвник жовтого кольору куркумін або використовують його як сурогат шафрану.